# Wereldkampioenschappen openwaterzwemmen 2022
De wereldkampioenschappen openwaterzwemmen 2022 werden van 26 tot en met 30 juni 2022 gehouden in het Lupameer bij Boedapest, Hongarije. Het toernooi was onderdeel van de wereldkampioenschappen zwemsporten 2022.

## Programma
| Onderdeel       | Juni | Juni | Juni | Juni | Juni | Juni | Juni |
| Onderdeel       | 26   | 27   | 28   | 29   | 30   |      |      |
| --------------- | ---- | ---- | ---- | ---- | ---- | ---- | ---- |
| 5 km (m)        |      | Goud |      |      |      |      |      |
| 10 km (m)       |      |      |      | Goud |      |      |      |
| 25 km (m)       |      |      |      |      | Goud |      |      |
|                 |      |      |      |      |      |      |      |
| 5 km (v)        |      | Goud |      |      |      |      |      |
| 10 km (v)       |      |      |      | Goud |      |      |      |
| 25 km (v)       |      |      |      |      | Goud |      |      |
|                 |      |      |      |      |      |      |      |
| Landenwedstrijd | Goud |      |      |      |      |      |      |
| Totaal          | 1    | 2    |      | 2    | 2    |      |      |

## Medailles

### Mannen
| Onderdeel | Goud                        | Goud      | Zilver                      | Zilver    | Brons                         | Brons     |
| --------- | --------------------------- | --------- | --------------------------- | --------- | ----------------------------- | --------- |
| 5 km      | Florian Wellbrock Duitsland | 52.48,8   | Gregorio Paltrinieri Italië | 52.52,7   | Mychailo Romantsjoek Oekraïne | 53.13,9   |
| 10 km     | Gregorio Paltrinieri Italië | 1:50.56.8 | Domenico Acerenza Italië    | 1:50.58,2 | Florian Wellbrock Duitsland   | 1:51.11,2 |
| 25 km     | Dario Verani Italië         | 5:02.21,5 | Axel Reymond Frankrijk      | 5:02.22,7 | Péter Gálicz Hongarije        | 5:02.35,4 |

### Vrouwen
| Onderdeel | Goud                            | Goud      | Zilver                   | Zilver    | Brons                           | Brons     |
| --------- | ------------------------------- | --------- | ------------------------ | --------- | ------------------------------- | --------- |
| 5 km      | Ana Marcela Cunha Brazilië      | 57.52,90  | Aurélie Muller Frankrijk | 57.53,80  | Giulia Gabbrielleschi Italië    | 57.54,90  |
| 10 km     | Sharon van Rouwendaal Nederland | 2:02.29,2 | Leonie Beck Duitsland    | 2:02.29,7 | Ana Marcela Cunha Brazilië      | 2:02.30,7 |
| 25 km     | Ana Marcela Cunha Brazilië      | 5:24.15,0 | Lea Boy Duitsland        | 5:24.15,2 | Sharon van Rouwendaal Nederland | 5:24.15,3 |

### Gemengd
| Onderdeel       | Goud                                                          | Goud      | Zilver                                                            | Zilver    | Brons                                                                                 | Brons     |
| --------------- | ------------------------------------------------------------- | --------- | ----------------------------------------------------------------- | --------- | ------------------------------------------------------------------------------------- | --------- |
| Landenwedstrijd | Duitsland Lea Boy Oliver Klemet Leonie Beck Florian Wellbrock | 1:04.40,5 | Hongarije Réka Rohács Anna Olasz Dávid Betlehem Kristóf Rasovszky | 1:04.43,0 | Italië Ginevra Taddeucci Giulia Gabbrielleschi Domenico Acerenza Gregorio Paltrinieri | 1:04.43,0 |

### Medaillespiegel
| Plaats | Land      | Goud | Zilver | Brons | Totaal |
| 1      | Italië    | 2    | 2      | 2     | 6      |
| 2      | Duitsland | 2    | 2      | 1     | 5      |
| 3      | Brazilië  | 2    | 0      | 1     | 3      |
| 4      | Nederland | 1    | 0      | 1     | 2      |
| 5      | Frankrijk | 0    | 2      | 0     | 2      |
| 6      | Hongarije | 0    | 1      | 1     | 2      |
| 7      | Oekraïne  | 0    | 0      | 1     | 1      |
| Totaal | Totaal    | 7    | 7      | 7     | 21     |